# 乌克兰加入欧洲联盟

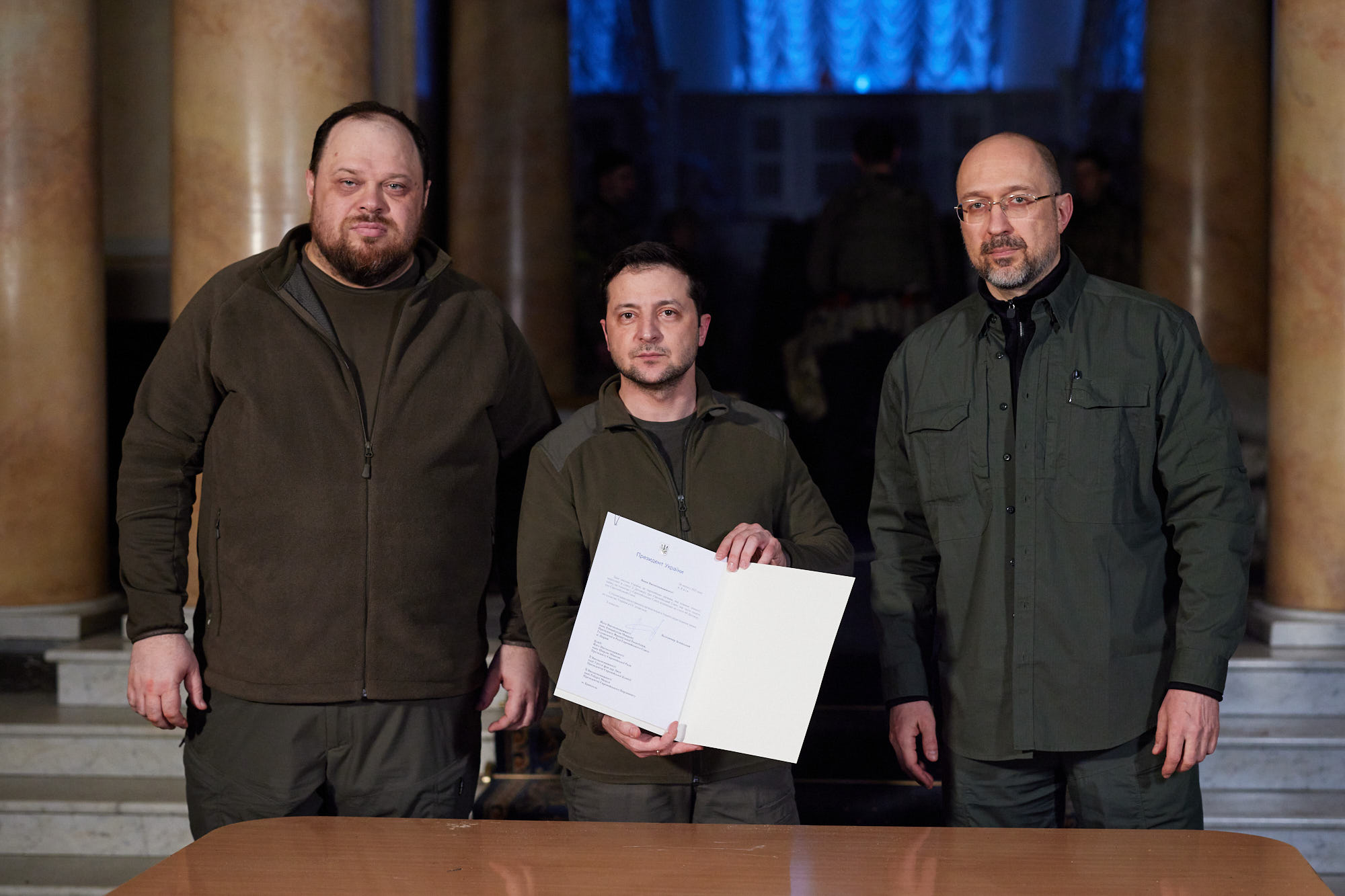
泽连斯基等人展示签署的申请书

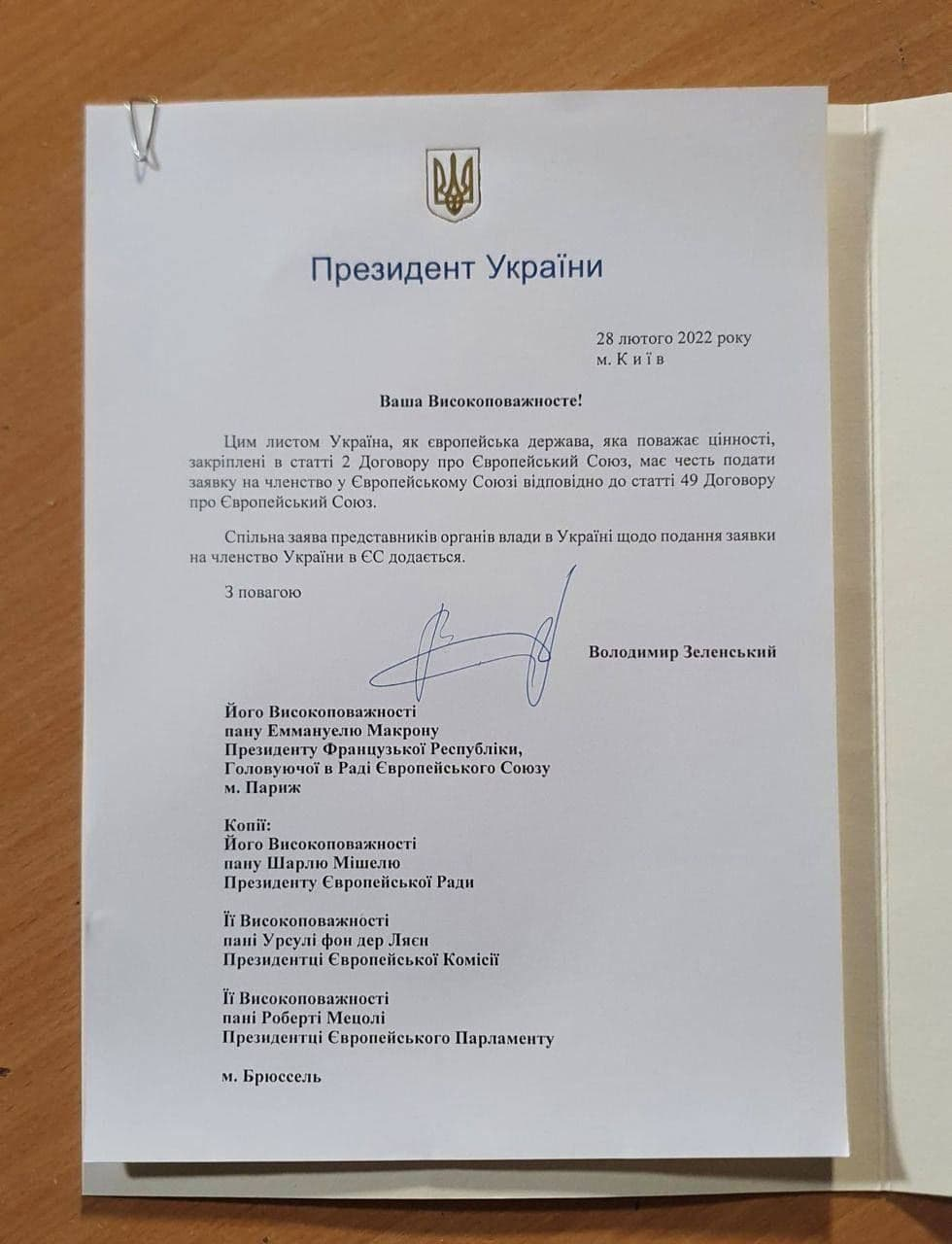
申请书的全文

烏克蘭正式申請加入歐洲聯盟最早的程序是在2022年2月28日，乌克兰总统弗拉基米尔·泽连斯基在俄羅斯入侵烏克蘭期间签署文件，要求欧洲联盟紧急通过让乌克兰正式加入欧盟。
3月1日，欧盟委员会主席冯德莱恩表示，支持乌克兰加入欧盟但過程需要一段時間。同日，欧洲议会以637票通过了一项不具有约束力的决议，呼吁歐盟啟動授予烏克蘭候選國地位的程序。波兰、拉脱维亚、希腊等成员国请求欧盟依“特别程序”加速审议乌克兰的入盟申请。3日，德国总理朔尔茨在接受電視采访时指出，目前不是谈论乌克兰加入欧盟的时候。
2022年3月10日，歐盟理事會就申請案徵求歐盟執委會的意見，2022年4月8日，歐盟執委會正式向烏克蘭提交入盟相關的提問問卷。
2022年6月17日，欧盟委员会建议欧洲理事会授予乌克兰加入欧盟的候选资格。
2022年6月23日，欧洲议会通过了一项决议，要求立即给予乌克兰加入欧盟的候选资格。隨後，欧洲理事会於同日授予乌克兰加入欧盟的候选国地位。

## 背景
2014年，烏歐雙方本預定要簽署聯合協定，但由於時任總統亞努科維奇與政府中止相關進程，轉而強化與俄羅斯的關係，這導致了一系列示威活動，最終推翻了時任總統亞努科維奇，雙方也於3月和9月簽署了聯合協定中的政治部分和經濟部分，其中的烏克蘭與歐盟的深入而全面自由貿易區於2016年月1日起臨時生效，並與聯合協定在2017年9月1日全面實施。
2022年2月28日，由於俄羅斯入侵烏克蘭，乌克兰总统弗拉基米尔·泽连斯基正式簽署申請文件，向歐盟提出入盟申請，並希望能依據“特别程序”快速審核其申請。

## 進展
2022年2月26日，波兰总统安杰伊·杜达呼吁加快乌克兰加入欧盟的步伐。2月27日，斯洛文尼亚总理雅内兹·扬沙与波兰总理马特乌什·莫拉维茨基在致欧洲理事会主席查尔斯·米歇尔的一封信中提出了乌克兰最迟于2030年融入欧盟的计划。此外，斯洛伐克总理爱德华·黑格尔提议欧盟为乌克兰加入欧盟设立一个新的特别程序，以帮助乌克兰在未来重新站起来并从战争中恢复过来。
2022年3月1日，欧盟八个成员国总统签署公开信敦促乌克兰立即加入并就加入欧盟进行谈判。是日，匈牙利外长西雅尔多·彼得亦呼吁乌克兰加快加入欧盟。然而，次日，西班牙外交部长何塞·曼努埃尔·阿尔巴雷斯表示，“加入欧盟既不是一个反复无常的过程，也不是一个可以通过单纯的政治决定来完成的过程”，并提醒候选国“必须符合相应的社会、政治和经济标准”
2022年3月9日，波兰参议院以93票赞成通过了一项决议，呼吁欧盟国家支持乌克兰加快加入欧盟进程。文件中写道 ：
|  | 乌克兰已经证明，它已做好了成为一个统一的欧洲的一部分的准备，并随时准备为对欧洲价值观的威胁予以反击。乌克兰士兵不但保卫自己国家的边界，还会保护整个欧洲。 |

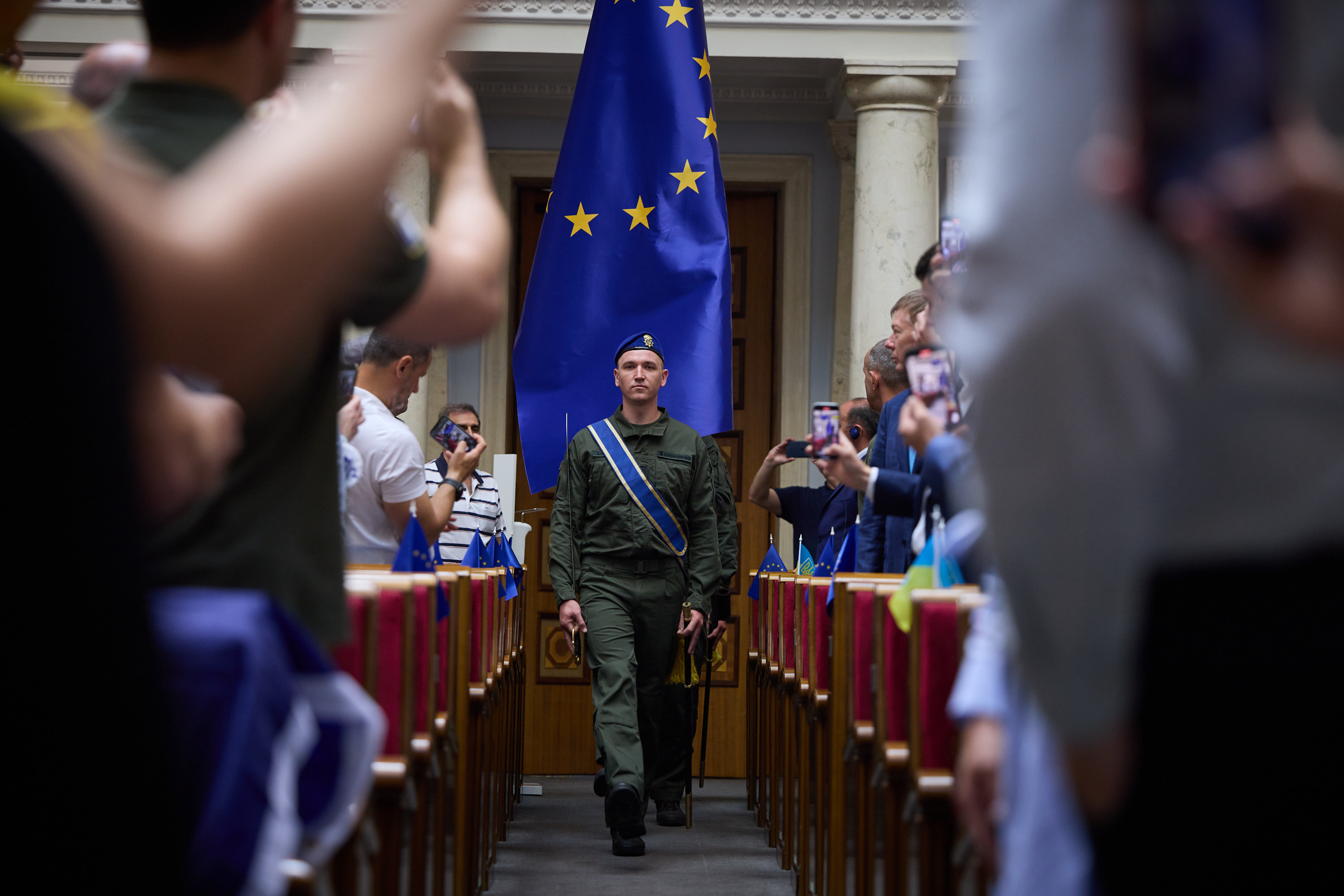
2022年7月1日，欧盟旗帜被带入乌克兰最高拉达会议厅。这一事件与乌克兰独立后在此引入国旗有着相似的含义。

2022年3月10日，歐盟成員國在凡爾賽召開的非正式峰會上，排除了烏克蘭要求依“特别程序”加入歐盟的請求，但要求歐盟理事會就申請案徵求歐盟執委會的意見。法國總統馬克龍表示，現在不是烏克蘭加入歐盟的好時機。
2022年4月8日，歐盟執委會主席烏蘇拉·馮德萊恩在布查大屠殺後造訪基輔會見了烏克蘭總統弗拉迪米爾·澤倫斯基。馮德萊恩在記者會正式向澤倫斯基提交了包含入盟問卷相關的文件，並承諾將加快相關申請進程。
2022年4月18日，乌克兰总统泽连斯基向欧盟驻乌克兰代表团团长递交了已填写完成的申请加入欧盟的问卷调查表。5月9日，乌克兰总统泽连斯基表示乌克兰已提交申请欧盟候选国地位调查问卷第二部分答复文本。
2022年6月16日，法國總統馬克龍、德國總理朔尔茨、義大利總理德拉吉、羅馬尼亞總統克勞斯·約翰尼斯造訪基輔統一表態支持烏克蘭加入歐盟，呼籲歐盟立即給予烏克蘭候選國資格。
2022年6月17日，欧盟委员会建议给予乌克兰欧盟候选国地位。
2022年6月23日，欧洲议会通过了一项决议，要求立即给予乌克兰加入欧盟的候选资格。隨後，欧洲理事会於同日授予乌克兰加入欧盟的候选国地位。
2023年12月14日，欧盟同意对乌克兰开启入盟谈判。
2024年6月25日，欧盟正式启动乌克兰加入欧盟谈判进程。